# Groupe paritaire de protection sociale
Pour les articles homonymes, voir GPS.
En France, un groupe paritaire de protection sociale (GPS) est un ensemble structuré de personnes morales, créé, piloté et contrôlé par les partenaires sociaux ; les organismes personnes morales constituant le GPS mettent en œuvre notamment des régimes obligatoires et généralisés de retraite complémentaire ainsi que des couvertures de protection sociale complémentaire collectives ou individuelles. Ils ont entre eux des liens étroits et durables.

## Histoire
Les GPS sont directement issus des transformations du monde de la protection sociale engagées dans les années 1990. Ils sont apparus à la faveur de la transformation des institutions de prévoyance en organismes relevant des directives européennes sur l'assurance et la séparation des activités retraite et prévoyance au sein des caisses de retraite complémentaire qui s'est ensuivie.
Jusqu'à la loi d'août 1994 qui a donné naissance aux institutions de prévoyance sous leur forme actuelle, les couvertures de prévoyance étaient assurées dans le cadre des caisses de retraite complémentaire. La loi a obligé les caisses à se scinder entre institution de retraite complémentaire et institution de prévoyance. Néanmoins la gestion a continué à être assurée dans les mêmes conditions, les entreprises adhérentes souhaitant conserver un même interlocuteur. Les partenaires sociaux gestionnaires des institutions de retraite complémentaire comme des institutions de prévoyance issus de la réforme ont cherché le moyen de conserver ces activités dans un cadre commun. Avant même que des accords créent l'embryon de ce qui sera le groupe paritaire de protection sociale, certains organismes ont créé sous forme associative des groupes. C'est le cas de PRO BTP, AG2R ou encore le Groupe IRCEM.
Les groupes trouvent leur premier cadre légal dans l'accord du 24 avril 1996. Celui-ci instaure la solidarité financière entre l'AGIRC et l'ARRCO, préambule au regroupement des fédérations. L'accord en question signé entre les partenaires sociaux de l'AGIRC et de l'ARRCO, est soucieux de préserver la gestion paritaire et pérenne des retraites complémentaires au sein des groupes. Il décide donc que les caisses AGIRC-ARRCO peuvent faire partie de groupes si ceux-ci sont des associations loi de 1901 et qu'aussi bien le Conseil d'administration, l'Assemblée Générale et la Présidence soient confiés aux partenaires sociaux. Les représentants des caisses AGIRC et ARRCO doivent être majoritaires à l'Assemblée Générale ou bénéficier au minimum d'une minorité de blocage des décisions du groupe. Le contrôle de l'AGIRC et l'ARRCO sur les opérations relevant de leur compétence, à savoir la retraite complémentaire, doit pouvoir être effectué totalement. Cet accord ouvre la voie à la création officielle de tous les groupes de protection sociale complémentaire. Entre 1997 et 2006, près de 30 groupes, de tailles très différentes vont ainsi se créer.
Plusieurs accords viendront « affiner » ce premier cadre. Celui de février 2001 programmant le rapprochement entre l'AGIRC et l'ARRCO au 31 décembre 2002, engage au rapprochement des institutions de retraite AGIRC et ARRCO et encourage ainsi les regroupements.
Le cadre actuel de l'organisation et surtout de la gouvernance paritaire des groupes de protection sociale complémentaire a été fixé par l'accord sur la gouvernance des groupes paritaires de protection sociale signé le 8 juillet 2009 entre les partenaires sociaux.

## Organisation
Le groupe comporte une institution de retraite AGIRC-ARRCO et une institution de prévoyance[Passage à actualiser]. Mais il peut également accueillir une mutuelle ou une compagnie d'assurances. Quelle que soit la structure appartenant au groupe, elle doit intervenir au titre de la retraite complémentaire obligatoire ou de la protection sociale complémentaire collective ou individuelle. Les groupes gèrent ainsi non seulement la retraite complémentaire AGIRC-ARRCO, mais proposent des couvertures contre les risques de la vie telles que la garantie incapacité/invalidité de travail, complémentaire santé, épargne retraite, garantie décès, garantie dépendance. Ils s'adressent aux entreprises pour leurs salariés dans le cadre de contrat collectif ou aux personnes dans le cadre de contrat individuel.

### Gestion paritaire
Le principe de base est la gestion paritaire ou paritarisme à savoir que le pouvoir est exercé par les partenaires sociaux nationaux : les représentants des employeurs (MEDEF, CGPME, UPA) et ceux des salariés (CFE-CGC, CFTC, CFDT, CGT-FO, CGT).
Conséquence de ce postulat, les groupes paritaires de protection sociale sont gérés par une association sommitale dont le Conseil d'administration regroupe à parité les représentants des employeurs et ceux des salariés. Le conseil d’administration de l’Association sommitale définit les orientations politiques et stratégiques du groupe.

### Direction
L'association sommitale est un organe de décision et non de gestion. Aussi les groupes disposent donc de structure de moyens, à direction unique, mettant en commun des moyens de gestion au service des entreprises, des salariés et des retraités. Le GPS est dirigé par un Directeur général qui applique la stratégie et les politiques choisis par l'association sommitale à laquelle il rend compte.

### Rôle de la fédération AGIRC-ARRCO et du CTIP
L'accord du 8 juillet 2009 prévoit dans son chapitre 2 des rôles de contrôle, et d'avis aux organismes regroupant les institutions de retraite complémentaire (la fédération AGIRC-ARRCO) et les institutions de prévoyance (le centre technique des institutions de prévoyance). Il donne ainsi à ses organismes qui sont également gérés paritairement un devoir de surveillance des GPS. L'AGIRC-ARRCO est ainsi fondée, après avis du CTIP, à donner son accord au rapprochement de deux GPS. Évidemment les missions de contrôle des fédérations sur la gestion déléguée des retraites complémentaires sont maintenues. Mais la nouveauté est que les groupes sont désormais également dans l'obligation de respecter les recommandations du CTIP concernant la gouvernance des institutions de prévoyance.